# Ipswich (condado de Essex)
Ipswich es un lugar designado por el censo ubicado en el condado de Essex en el estado estadounidense de Massachusetts. En el Censo de 2010 tenía una población de 4.222 habitantes y una densidad poblacional de 935,24 personas por km².

## Geografía
Ipswich se encuentra ubicado en las coordenadas 42°40′31″N 70°49′21″O / 42.67528, -70.82250. Según la Oficina del Censo de los Estados Unidos, Ipswich tiene una superficie total de 4.51 km², de la cual 4.25 km² corresponden a tierra firme y (5.79%) 0.26 km² es agua.

## Demografía
Según el censo de 2010, había 4.222 personas residiendo en Ipswich. La densidad de población era de 935,24 hab./km². De los 4.222 habitantes, Ipswich estaba compuesto por el 95.05% blancos, el 0.47% eran afroamericanos, el 0.17% eran amerindios, el 1.35% eran asiáticos, el 0.14% eran isleños del Pacífico, el 1.09% eran de otras razas y el 1.73% pertenecían a dos o más razas. Del total de la población el 2.2% eran hispanos o latinos de cualquier raza.